# Gare de Harima-Katsuhara
La gare d'Harima-Katsuhara (はりま勝原駅, Harima-Katsuhara-eki) est une gare ferroviaire localisée dans la ville d'Himeji, dans la préfecture de Hyōgo au Japon. La gare est exploitée par la compagnie JR West, sur la ligne Sanyō.

## Situation ferroviaire
Établie à 15 mètres d'altitude, la gare d'Harima-Katsuhara est située au point kilométrique (PK) 62.2 de la ligne Sanyō. La gare porte le nom de Harima-Katsuhara du fait qu'il existe dans la préfecture de Fukui, une gare s'écrivant pareil 勝原駅 (mais se  prononce Kadohara-eki). Pour ne pas confondre au niveau visuel, il a été rajouté devant le nom de la gare, le nom de l'ancienne province de la région, ce qui a donné Harima-Katsuhara.

## Histoire
Cette gare est le fruit d'une demande via une pétition, le 27 décembre 1999 de la ville d'Himeji à la JR West de l'ouverture d'une nouvelle gare. Le 19 septembre 2000, la JR West valide le projet de construction d'une nouvelle gare entre les gares d'Agaho et Aboshi. En 2005, la JR West pense nommer cette gare Harima-Katsuhara (播磨勝原). Mais deux ans plus tard, la JR West décide finalement et officiellement de nommer cette gare Harima-Katsuhara (はりま勝原) (Le mots Harima est écrit en hiragana au lieu d’être en kanji). L'ouverture de la gare était prévue pour le 18 mars 2007, mais en raison de retards pendant les travaux, la gare ne fut ouverte que le 15 mars 2008
En 2014, la fréquentation journalière de la gare était de 4 508 personnes
| 2010  | 2011  | 2012  | 2013  | 2014  |
| 3 349 | 3 646 | 3 920 | 4 395 | 4 508 |

## Service des voyageurs

### Accueil
La gare dispose de billetterie automatique verte fonctionnelle de 5h30 à 23h pour l'achat de titres de transport pour Shinkansen et train express. La carte ICOCA est également possible pour l’accès aux portillons d’accès aux quais.

### Desserte
La gare d'Harima-Katsuhara est une gare disposant de deux quais et de deux voies. La desserte est effectuée par des trains, rapides ou locaux.
| N° de voie | Ligne   | Direction            |
| ---------- | ------- | -------------------- |
| 1          | A Sanyō | Banshū-Akō - Okayama |
| 2          | A Sanyō | Himeji - Osaka       |

### Intermodalité
Un arrêt de bus du réseau de bus de la ville d'Himeji est également disponible près de la gare. 